# Ciane (Licia)
Ciane (in greco antico: Κυανέαι?, Kyaneai) era una città dell'era antica e bizantina in Licia nel sud-ovest dell'Asia Minore nell'attuale Turchia. Essa si trovava su un costone sopra il villaggio turco di Yavu. Il villaggio ha dato il nome alla regione, che è quasi identica al territorio (chora) della polis ellenistico-imperiale romana di Kyaneai. L'area è stata esaminata in un'indagine intensiva tra il 1989 e il 2001 da un gruppo internazionale e interdisciplinare di scienziati guidato dallo storico di Tubinga Frank Kolb.

## Storia
Ciane esisteva già in epoca arcaica e classica. Era solo una sede dinastica con un castello, probabilmente dipendente dal vicino insediamento sull'Avşar Tepesi (forse corrispondente alla città licia di Zagaba). Il nome Licio di Ciane era probabilmente Khbahñ, un nome di luogo menzionato sulla stele di Xanthos. Probabilmente in questo primo periodo Zagaba servì come centro per la regione, ma forse decadde durante la prima metà del IV secolo a.C. nel corso di scontri politici e militari tra la dinastia di Xanthos e quella di Limyra.
In seguito a ciò Ciane occupò la funzione di centro regionale e divenne il più importante insediamento della regione montuosa dello Yavu. Ciane è appena menzionata nelle antiche fonti scritte, ma considerando le sue monete, iscrizioni e resti archeologici era una polis importante. Dopo il 168 a.C. appartenne alla Lega Licia e nel periodo imperiale fece parte della provincia romana di Licia e Panfilia. Sono conservate monete della zecca cittadina coniate dal periodo della Lega Licia al regno di Gordiano III. Nella tarda antichità e nel periodo bizantino Ciane era la sede di un vescovo, che sottostava al Metropolita di Myra. Il vescovato titolare di Ciane della Chiesa cattolica romana risale alla sede episcopale. Ciane probabilmente esistette fino all'inizio del XIII secolo.

## Il sito oggi

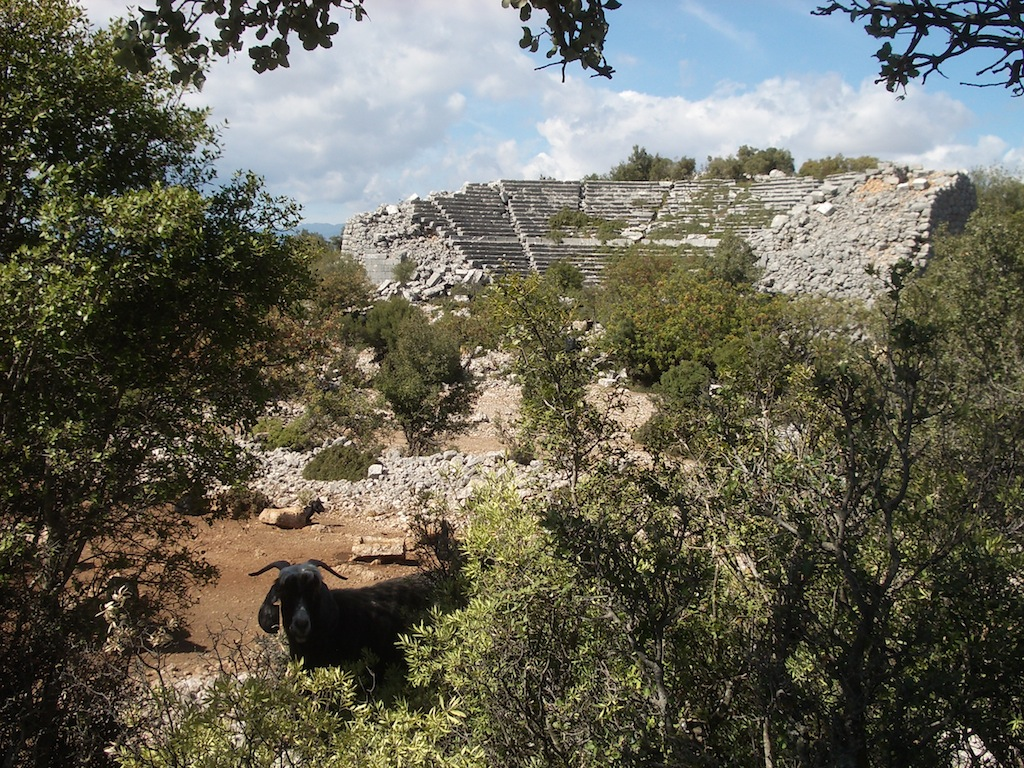
Teatro di Kyaneai

Le rovine di Ciane si trovano su una collina sopra il villaggio di Yavu. Le mura della città e il teatro sono del primo periodo ellenistico, la maggior parte degli altri resti (tra cui le terme e un mercato coperto) sono del periodo Imperiale Romano. Con più di 380 esemplari Ciane possiede la più grande necropoli di sarcofagi della Licia. La maggior parte dei sarcofagi sono caratterizzati dalla forma ad arco a punta dei loro coperchi. Il sarcofago più importante di Ciane risale alla prima metà del IV secolo a.C. Esso mostra vari rilievi e un'iscrizione licia. In esso fu sepolto in un certo Khudalijẽ, che certamente era uno dei dinasti di Ciane.

## Fonti
- (EN) George Ewart Bean, Kyaneai (Yavu) Turkey, in Richard Stillwell u. a. (Hrsg.): The Princeton Encyclopedia of Classical Sites, Princeton NJ, Princeton University Press, 1976, ISBN 0-691-03542-3.
- (DE) Gernot Lang, Klassische antike Stätten Anatoliens, BoD, 2003,  pp. 622-626, ISBN 3833000686.
- (DE) Frank Kolb: Burg – Polis – Bischofssitz. Geschichte der Siedlungskammer von Kyaneai in der Südwesttürkei, Mainz am Rhein, Philipp von Zabern, 2008, ISBN 9783805339001.
- (DE) Frank Kolb (Ed..), Die Siedlung von Kyaneai in Zentrallykien I: Öffentliche Bauten und Wohnareale, in Lykische Studien. 9, 1. Tübinger Althistorische Studien. 5,2, Bonn, Habelt, 2010, ISBN 978-3-7749-3613-3.
- (DE) O. Hülden, Die Siedlung von Kyaneai in Zentrallykien II: Die Nekropolen von Kyaneai, in Studien zur antiken Grabkultur in Lykien, Lykische Studien- 9, 2. Tübinger Althistorische Studien. 5, 2, Bonn, Habelt, 2010, ISBN 9783774936775.